# Antoni Marcin Slomšek
Antoni Marcin Slomšek, Anton Martin Slomšek (ur. 26 listopada 1800 w Slom, zm. 24 września 1862 w Mariborze) – słoweński duchowny, biskup, promotor kultury narodowej i kaznodzieja, błogosławiony Kościoła katolickiego.

## Życiorys
Był ósmym dzieckiem w rolniczej rodzinie. Matka przygotowała go do nauki, którą pobierał pod okiem księdza z Ponikvy, Jakuba Prašnikara, a kontynuował w Celje. Po ukończeniu gimnazjum w 1821 roku wstąpił do seminarium duchownego w Klagenfurcie. Święcenia kapłańskie przyjął 8 września 1824 roku, co upamiętnił zapiskiem
„Poświęcone są moje usta, aby wypowiadały słowa święte. Poświęcone są moje dłonie, aby czyniły rzeczy święte. Poświęcone są moje oczy, aby spoglądały tylko na sprawy nieba”.
Studiował teologię, po zakończeniu nauki rozpoczął pracę jako wikariusz w Bizeljsku i Nowej Cerkwi, a od 1830 roku był ojcem duchownym w seminarium w Klagenfurcie. Od 1838 był proboszczem w Vuzenicy, od 1844 kanonikiem kapituły katedralnej w Sankt Andrä. 
W 1846 przejął probostwo w Celje i 5 lipca otrzymał w Salzburgu sakrę biskupią obejmując diecezję Lavanttal. Za motto swej posługi obrał hasło św. Ignacego Loyoli: Wszystko na chwałę Bożą i dla zbawienia dusz. Bp Slomšek przeniósł siedzibę biskupią do Mariboru (w 1859 Marburg), a następnie założył tam niższe i wyższe seminarium duchowne.

## Działalność społeczna i ekumeniczna
Zapoczątkował działania mające na celu uratowanie języka ojczystego. Opracował rytuał z komentarzami do sakramentów w języku słoweńskim. Dzięki jego działaniom (m.in. rozwinięciu sieci szkół niedzielnych) wprowadzono w szkolnictwie ludowym jako wykładowy, a w szkołach średnich jako przedmiot – język narodowy.
W 1846 roku zapoczątkował wydawanie rocznika Drobtinice (okruchy), w którym publikował swoje tłumaczenia (głównie z niemieckiego), poezje, opowiadania, przypowieści i przysłowia. W 1851 roku założył istniejące do dziś wydawnictwo Mohorjeva Družba, która to witryna wydała kilkanaście jego książek przeznaczonych dla dzieci i młodzieży, popularyzujących język słoweński. Pisząc podręczniki szkolne, współpracował z językoznawcą Franem Miklošičem.
Jest autorem żywotów świętych, wierszy religijnych, podręczników szkolnych i modlitwy o jedność wiary.
Utworzył Bractwo Świętych Cyryla i Metodego (1851), które w 1854 roku liczyło już około 13 tys. osób, a do lat 90. XIX w. liczba zrzeszonych w bractwie, zaangażowanych w działalność apostolską Kościoła na rzecz zjednoczenia chrześcijan osiągnęła 150 tys. osób. Prowadził misje ludowe i rekolekcje. Pełnił funkcję legata papieskiego, wizytując klasztory bernardyńskie.

## Znaczenie
Rozwinięcie w różnorodnej jego działalności piśmienniczej wspólnego systemu syntaktycznego i leksykalnego dało asumpt do powstania ogólnosłoweńskiego języka literackiego, a także przyczyniło się do rozwinięcia wielu jego odmian. Slomšek wprowadził nową terminologię gramatyczną, matematyczną, rozwinął język publicystyki i naukowy.
Jego działalność na polu popularyzacji języka i kultury słoweńskiej przyczyniła się do podniesienia świadomości narodowej i uchronienia przed germanizacją.
Antoni Marcin Slomšek jest pierwszym błogosławionym słoweńskim, beatyfikowanym przez papieża Jana Pawła II w czasie jego pielgrzymki do Słowenii 19 września 1999.